# ホットライン・マイアミ
『ホットライン・マイアミ』（Hotline Miami）は、2D見下ろし型アクションゲーム。
「Keyboard Drumset Fucking Werewolf」においてコラボレーションしたヨナタン・ソーダーシュトロムとデニス・ウェディンの2人の手によるDennaton Gamesによって制作され、パブリッシャーのDevolver DigitalからWindows用ソフトとして2012年10月23日に発売された。
レビューサイトの「Eurogamer」は、このゲームを「ステルス要素、過激な暴力、超現実的な物語、80年代カルチャーから影響を受けた音楽とビジュアル、これらをごたまぜにした形の2D見下ろし型ゲーム」と表現している。ゲーム自体はニコラス・ウィンディング・レフン監督の映画「ドライヴ」（2011）に強い影響を受けており、ゲームのクレジット中にもスペシャルサンクスとして監督の名前が出ている。
日本語版は2014年2月21日に、MAGES.(5pb.)が運営するパソコン用ゲーム販売サイトMagino Driveから発売が開始され、SteamおよびGOG.comで配信される分においても、日本語版を追加するアップデートが行われた。スパイク・チュンソフトより続編の『Hotline Miami 2: Wrong Number』が同梱された『ホットライン・マイアミ Collected Edition』が、2015年6月25日にPlayStation 4/PlayStation Vita版が発売され、同年7月15日にPlayStation 3版が配信された。
後にDevolver Digitalより、1作目、2作目が同梱された『Hotline Miami Collection』が配信。
2020年4月8日にXbox One版が配信開始(海外のみ)。
2020年11月19日にSwitch版が配信開始。
その後、2023年10月24日にPlayStation 5、Xbox One、Xbox Series X/Sに移植された。
併せて、1作目、2作目の単体販売も開始された。

## ゲームプレイ
本作は複数のチャプターにわかれており、ひとつのチャプター内に複数のステージがある。各チャプターは、名無しの主人公が自宅のアパートで目覚め、留守番電話から謎めいたメッセージを受け取る場面から始まる。メッセージは特定の場所でのアルバイト依頼のような形をとっているが、いずれの内容も、その場所にいる全員の殺害を示唆するものとなっている。
ステージ開始前には動物を模したマスクを選ぶ。これらのマスクにはそれぞれ特殊能力があり、マスク次第で有利に（あるいは不利に）ゲームを進めることができる。各ステージでは、プレイヤーは見下ろし型の視点で主人公を操作するが、殆どの場合、ステージクリアのためには建物内にいる全ての敵を殺す必要がある。ステージの中には最後にボスキャラとの戦いがあったり、重要アイテムを見つけるタイプのものもあるが、ステージの大半は非常にシンプルである。
プレイヤーには近接・投擲・銃といった多種多様な武器が用意されている。また、プレイヤーは敵に見つからないためのステルス戦術と、圧倒的な勢いで敵をなぎ倒す戦術双方を用いながらステージを攻略していく必要がある。主人公は敵よりも頑丈というわけではなく、どんなミスさえも死に繋がる。
敵AIの反応は敏感で、予期せぬ行動を度々とるため、プレイヤーが完璧な攻略法を計画することは難しい。こういった要素に対する埋め合わせとして、プレイヤーは死んだ瞬間からステージをやり直すことが出来、ゲームプレイを素早く微調整しつつ何度も挑戦することができる。ステージを終えるまでにプレイヤーがとった行動は複数の要素によって判定され、ステージクリア時のグレードとスコアが決まる。スコア次第では新しいマスクや武器が使用可能となる。

## あらすじ

### プロット
ホットライン・マイアミでは「信頼できない語り手」の手法が用いられ、しばしば時系列を外れたイベントが発生する。
プレイヤーは、正体不明の男(ゲームのファンからはスタジャン（レターマンジャケット）を身につけたその外見から「Jacket」と名付けられているが、彼を含むキャラクターの名前が劇中で言及されることはない)としてゲームをプレイする。Jacketは、マスクを被った3人の奇妙な人物（Richard、Rasmus、Don Juan）たちが彼の行動や人格について話し合っている場所に巻き込まれるという幻影に苦しめられている。
1989年4月3日、Jacketは自宅のアパートで目を覚ます。Jacketは電話からのメッセージで、彼の家にクッキーと成分表のリストが入った梱包物が届けられたという事を伝えられる。彼は玄関口でその梱包物を見つけたが、そこには動物のマスク（Richardという名前のニワトリマスク）、そして「ある場所へ行きブリーフケースを奪還し、そこにいる全員を抹殺しろ」という指示書が入っていた。ミッションを達成した後も、Jacketはさらなるメッセージを受け取り、その命令に従い続ける。それぞれの「仕事」を終えた後、彼はバーやピザ屋、雑貨店、ビデオ屋に立ち寄る。店員（Beard）は皆同じ髭面の男であり、Jacketが欲しいと思うものは全て無料で提供してくれる他、Jacketの行った殺人を称賛し、勇気づけてくる。
ゲームの展開が進むにつれ、店内で会う人物たちは非現実的で歪んだものとなっていく。映画監督のいる建物に向かえというボイスメールからの命令を受けたJacketは、そこで娼婦（Hooker）を救出し、自分の家に連れ帰ることになる。そこからJacketはこの女性との交流を始める一方、不吉なメッセージが要請するまま、マフィアたちを殺し続ける。あるマフィアのアジトを壊滅させた後、Jacketは電話で「電話会社のオフィスに向かえ」という指示を受け取る。彼が現場に到着した時、建物内の人間は皆殺しにされており、会社の資料を調べている、バイクのヘルメットを被った男（Biker）だけが残っていた。二人の戦いが始まるこの時点から、物語は2つの道へと分かれることとなる。

#### Jacketのストーリー
困難な戦いの後、JacketはゴルフクラブでBikerを殺害し家に戻る。これ以降、彼のアパートや彼が立ち寄る店に彼が殺した人物たちの死体が現れるなど、Jacketの周囲で起きる物事は歪みを増していく。一方で、ガールフレンドや店員との接触の機会は失われていく。Jacketは殺人を続けるが、殺しの現場にSWATが突入してきた時は危うく捕まりそうになる。SWATからの逃亡後、Jacketは雑貨屋に立ち寄るが、店の床には自分が殺したBikerの死体が転がっていた。店員はJacketに「ここでの全ては現実にはなかったことなんだ」と伝える。画面がフラッシュした後、Bikerの死体は消え、店員の話の通りとなる。このすぐ後に、店員はどの店でも死体となっており、代わりに血まみれの禿頭の男が店に立っている。彼はJacketに何も与えない。Jacketはメッセージの命じるまま人々を殺し続けていたが、ある日、家に戻った時、彼はバスルームで射殺されたガールフレンドの死体を見つける。彼女を殺した男（Richter）はネズミのマスクを被り、カウチに座っていた。手短に挨拶した後、彼はJacketの頭を撃ち抜く。その後Jacketは、ベッドを出て自らの死体を見つける幻覚を見る。Richterが座っていた場所にいたのはあのニワトリマスクの男、Richardだった。彼はJacketについて、他のマスクを被った二人と話し合っていた男である。RichardはJacketに対し、「我々が会うのもこれで最後だ、お前が物事の全体像を掴むことは決して無いだろう」と伝える。Jacketの衣装は病人のガウンへと変わり、彼は病院のベッドで寝ている自身の姿を見る。彼は崩れ落ち、自分の頭を引き裂く。数週間が経ち、Jacketは病院にいた。そこでは彼の運命について話し合う警官と医者がいた。Jacketの傷は致命的ではないが、彼を昏睡状態に陥らせていた。警官は、彼のガールフレンドの死と、彼女を殺害した容疑者の拘留について言及し、医師を問い詰めていた。Jacketは病院を抜け出してアパートに戻ると、いつもの服装に着替える。落書きと破壊を受けた車で警察署を襲撃し、拘留されていたRichterを見付ける。RichterはJacketに、「自分もJacketと同じ電話を受けていた」、「何かアドバイスをしてやりたいところだが、それは出来ない。警察の調査書を見てはどうか」と伝える。調査書の中から、彼はロシアン・マフィアのボスの居場所を見つける。彼は現場に到着し、建物内で虐殺を繰り広げる。ボスも含め、建物内にいた全ての人間を殺した彼は、バルコニーに出て写真を暗闇の中に放り投げ、タバコに火をつける。クレジットロールが流れる。

#### Bikerのストーリー
Jacketのストーリーが終了した後、ビデオテープを巻き戻すような演出が入り、タイムラインが1989年5月13日に戻る。Bikerが動物マスクの男-Jacketと同じような仕事をしていることがわかる-を脅迫し、情報を聞き出す。また、彼がJacketと同じく謎の組織から指令を受けて殺人を行っていたが、そうした仕事から解放されたいと願っていることが語られる。Bikerはその情報に従って「ブルードラゴン」という中華料理屋に赴いてマフィア達を殺し、そこに隠れていた男から自分に指示を出していた者達の手掛かりを得る。再三送られてくる組織の指令を無視し、PHONEHOMを訪れたBikerはそこの職員を虐殺し、社長を惨殺してパソコンから情報を得る。直後、彼を排除するために刺客として送り込まれたニワトリマスクを被った男-Jacket-が現れる。Bikerは、警告を無視して襲ってきた男を倒し、頭を踏み潰して殺害する。翌日、Bikerの家に組織からの警告が送られたため、BikerはPHONEHOMで得られた情報に従い、先んじてその本拠地-そこはJacketが警察署で得た情報に基いて訪れた場所でもあるが、住所が北東114番地から北87番通りに変わっている-へと向かう。すると、Jacket編でも登場した清掃員の男が逃げていく。追っていった先にはパソコンと、電源ケーブルの引き込まれた排水口が口を開けていた。

##### 通常のエンディング
Bikerはコンピューターのパスワードがわからなかったため、それを放置して排水口を降りていく。そこには、二人の清掃員が待ち構えていた。Bikerは二人に質問を浴びせるが、彼等はBikerが何も知らないとわかると、何も意味のあることは答えず、ただ嘲笑と罵詈雑言を返す。Bikerは何も真相を知らないまま、二人を殺害して立ち去る（殺害しないこともできる）。

##### 隠しエンディング
Jacket編からBiker編までに集めたパズルのピースを解くと、「I WAS BORN IN THE USA」というメッセージが現れる。早速排水口の前にあったパソコンに打ち込んでみると、彼等の企みの全てが判明する。それを読んだBikerが排水口を降りていくと、二人の清掃員が待ち構えていた。最初は嘲りの笑みを浮かべていた二人だが、Bikerが上階のパソコンのパスワードを解明したことを教えられると、笑みを消してことの真相を話し始める。彼等は50の祝福を名乗る国粋主義の集団で、ソ連との摩擦が強まっていた冷戦期にアメリカ社会へ潜り込んできたロシアンマフィアを排除するため、発行しているニュースレターの愛読者達にマスクと指令を送り、人殺しをするように脅迫していたと語る。彼等は更に、この計画が既に反米的な勢力の排除に一定の成果をあげており、自分達のバックには強大な権力者が付いていることをほのめかす。しかし、強要される殺人にうんざりしていたBikerはそうした「真相」を一蹴し、彼等を殺害して立ち去る。クレジットロールが流れる。

## サウンドトラック
サウンドトラックは'DevolverdigitalのSoundCloudアカウント'SoundCloud accountから視聴可能。また、steamでの購入もできる。
| #   | タイトル                  | 作詞 | 作曲・編曲 | Artist                       | 時間  |
| --- | ------------------------- | ---- | ---------- | ---------------------------- | ----- |
| 1.  | 「Horse Steppin」         |      |            | Sun Araw                     | 10:10 |
| 2.  | 「Hydrogen」              |      |            | M.O.O.N.                     | 4:49  |
| 3.  | 「Paris」                 |      |            | M.O.O.N.                     | 4:31  |
| 4.  | 「Crystals」              |      |            | M.O.O.N.                     | 4:49  |
| 5.  | 「Vengeance」             |      |            | Perturbator                  | 2:53  |
| 6.  | 「Deep Cover」            |      |            | Sun Araw                     | 8:05  |
| 7.  | 「Miami」                 |      |            | Jasper Byrne                 | 3:19  |
| 8.  | 「Hotline」               |      |            | Jasper Byrne                 | 3:12  |
| 9.  | 「Knock Knock」           |      |            | Scattle                      | 4:04  |
| 10. | 「Musikk per automatikk」 |      |            | Elliott Berlin               | 3:05  |
| 11. | 「Miami Disco」           |      |            | Perturbator                  | 4:31  |
| 12. | 「Release」               |      |            | M.O.O.N.                     | 6:02  |
| 13. | 「A New Morning」         |      |            | Eirik Suhrke                 | 2:28  |
| 14. | 「Flatline」              |      |            | Scattle                      | 2:14  |
| 15. | 「Silver Lights」         |      |            | CoConuts                     | 6:36  |
| 16. | 「Daisuke」               |      |            | El Huervo feat. Shelby Cinca | 2:42  |
| 17. | 「Turf」                  |      |            | El Huervo                    | 5:04  |
| 18. | 「Crush」                 |      |            | El Huervo                    | 2:40  |
| 19. | 「Electric Dreams」       |      |            | Perturbator                  | 4:45  |
| 20. | 「Inner Animal」          |      |            | Scattle                      | 3:40  |
| 21. | 「It's Safe Now」         |      |            | Scattle                      | 2:43  |

| #         | タイトル       | 作詞      | 作曲・編曲 | Artist       | 時間 |
| --------- | -------------- | --------- | ---------- | ------------ | ---- |
| 22.       | 「Voyager」    |           |            | Jasper Byrne | 3:34 |
| 23.       | 「To The Top」 |           |            | Scattle      | 1:58 |
| 合計時間: | 合計時間:      | 合計時間: | 5:32       |              |      |